# Tongbai
Der Kreis Tongbai (桐柏县,  Tóngbǎi Xiàn) ist ein Kreis der bezirksfreien Stadt Nanyang im Süden der chinesischen Provinz Henan. Er hat eine Fläche von 1.915 Quadratmetern und zählt 404.900 (Stand: Ende 2018). Sein Hauptort ist die Großgemeinde Chengguan 城关镇.

## Administrative Gliederung
Auf Gemeindeebene setzt sich der Kreis aus neun Großgemeinden und sieben Gemeinden zusammen. 

## Geologie
In Tongbai wurden die neuen Minerale Tongbait und Weishanit entdeckt.